# North Topsail Beach
North Topsail Beach – miasto w Stanach Zjednoczonych, w stanie Karolina Północna, w hrabstwie Onslow.